# De prinses van Clèves
De prinses van Clèves (oorspronkelijke titel: La princesse de Clèves) is een roman van Marie-Madeleine Pioche de La Vergne (Madame de La Fayette) uit 1678. Het verhaal speelt zich grotendeels af aan het Louvre (destijds een koninklijk verblijf) en gaat over de onmogelijke liefde tussen enkele personen aan het Franse hof.

## Verhaal
Het verhaal speelt zich af in de periode 1558-1559, ten tijde van het regime van Hendrik II en diens zoon en opvolger Frans II. De 16-jarige Mademoiselle de Chartres is een beeldschoon meisje dat door haar moeder uitgehuwelijkt wordt aan de prins van Clèves, terwijl ze eigenlijk niets voor deze man voelt. Hierdoor wordt zij de prinses van Clèves. In feite heeft ze nog geen enkele ervaring in de liefde.
Aan het hof maakt de prinses van Clèves kennis met de hertog van Nemours (Jacques van Savoye-Nemours), op wie ze werkelijk verliefd wordt. De twee ontmoeten elkaar een paar keer in geheim. De moeder van de prinses van Clèves drukt op haar sterfbed haar dochter op het hart dat ze nooit iets mag laten merken, om de familie niet eerloos te maken. De prinses van Clèves besluit zich enige tijd op het platteland terug te trekken, zodat ze tegenover haar echtgenoot niet voortdurend de schijn hoeft op te houden.
Enige tijd later krijgt de prinses van Clèves een brief in handen waarin een onbekende vrouw haar liefde voor de hertog van Nemours verklaart, en dit maakt haar erg jaloers. In werkelijkheid is de brief geschreven door Mll de Chartres' eigen oom – de Vidame van Chartres – die achter de liefde van zijn nichtje is gekomen en op deze manier een eind aan de affaire wil maken, teneinde de eer van de familie te redden en zijn eigen positie als vertrouweling van de koning veilig te stellen. De Vidame geeft aan de hertog van Nemours een brief voor de prinses van Clèves mee waarin hij het ware verhaal uitlegt. De prinses van Clèves is opgelucht dat haar grote liefde toch trouw blijkt, maar krijgt ook last van wroeging. Ze besluit tegenover haar echtgenoot op te biechten dat ze verliefd is op een andere man. Ze zegt er niet bij wie haar minnaar is, maar vervolgens wordt dit alsnog publiekelijk bekend. De prins van Clèves sterft korte tijd later als gevolg van liefdesverdriet.
De prinses van Clèves is nu vrij om haar relatie met de hertog van Nemours voort te zetten, maar ze besluit hiervan af te zien omdat ze bang is opnieuw te worden teleurgesteld. In een laatste ontmoeting vertelt ze hem dat ze definitief uit elkaar moeten gaan. De prinses trekt zich terug uit het hofleven en besluit de rest van haar leven door te brengen in een klooster in de Pyreneeën.

## Achtergronden
La princesse de Clèves wordt beschouwd als het prototype van de psychologische roman in de geschiedenis van de westerse literatuur. De meeste personages in het verhaal hebben echt bestaan, alleen de hoofdpersoon is fictief.
De auteur, die zelf een hoge positie aan het Franse hof bekleedde, schreef het verhaal tussen 1672 en 1677, mede met behulp van haar vrienden: François de La Rochefoucauld en Jean Regnault de Segrais (evenals Pierre Daniel Huet en Gilles Ménage). La Rochefoucauld was bevriend met zowel Madame de La Fayette als Madame de Sévigné en in een brief aan haar dochter dd. 16 maart 1672 geeft deze laatste aan dat er aan de roman gewerkt wordt. Madame de La Fayette publiceerde het werk onder de naam van Segrais omdat ze anders door het thema hoogstwaarschijnlijk in opspraak was geraakt. Pas in 1780, dus ruim 100 jaar nadat de roman was verschenen, werd bekend dat zij de schrijfster was.

## Adaptaties
Het verhaal is sinds de jaren 60 enkele malen verfilmd, waarbij het veelal eigentijds is gemaakt met andere personages.
- 1961: La Princesse de Clèves, van Jean Delannoy
- 1999: La Lettre van Manoel de Oliveira
- 2000: La Fidélité van Andrzej Zulawski
- 2008: La Belle Personne van Christophe Honoré
- 2011: Nous, princesses de Clèves van Régis Sauder

Op 28 februari 2010 zond BBC Radio 3 een hoorspel van het verhaal uit.
Magali Montoya maakte een toneelbewerking van het verhaal, die in januari 2016 werd opgevoerd in Grenoble.

## Spin-off
De Franse schrijfster Marie Darrieussecq schreef in 2011 een roman genaamd Clèves met hetzelfde thema, die speelt omstreeks 1980.

## Nederlandse vertalingen
Het verhaal is meerdere malen in het Nederlands vertaald. De recentste vertaling, uitgegeven door Van Oorschot, is uit 1993:
- De prinses van Clèves, vert. Frans de Haan, Amsterdam: van Oorschot, 1993. ISBN 90-282-5010-7
- De prinses de Clèves, vert. Ina Eliza Prins-Willekes Macdonald, Amsterdam, L.J. Veen's Uitgeversmaatschappij N.V., 1967
- De prinses de Clèves. Een zielkundige roman, vert. Hélène Swarth, Amsterdam, Maatschappij voor goede en goedkope lectuur, 1915